# Irodalomtörténeti Közlemények
Irodalomtörténeti Közlemények: az MTA tudományos folyóirata. Alapítva: 1891. Rövidítése: ItK. Székhely: Budapest; Periodicitás: eleinte változó; 1960 óta kéthavonként. ISSN 0021-1486; 1588-0834

## Története
A folyóirat létrehozását 1890-ben határozta el a Magyar Tudományos Akadémia  Nyelv- és Széptudományi Osztálya. Az ItK  folyamatosan az MTA irodalomtörténettel foglalkozó szakosztályához kötődött. 1946–47-ben és 1949–1952 között szünetelt. 1953–1955 között a Magyar Tudományos Akadémia irodalomtörténeti állandó bizottságának folyóirata lett. 1956–1962 között az MTA Irodalomtörténeti Intézetének; 1963–1968 között az MTA Irodalomtörténeti Intézete és a Magyar Irodalomtörténeti Társaság folyóirataként adták közre. 1969 óta az MTA Irodalomtudományi Intézetének folyóirata. Rovatai: Tanulmányok; Kisebb közlemények; Műhely; Műelemzés; Adattár; Szemle. 1948 után és napjainkban is a főszerkesztő vagy felelős szerkesztők mellett szerkesztőbizottság tevékenykedik, a rovatoknak pedig külön szerkesztőjük van.
A folyóirat tartalma három nagy területet ölel fel: a régi magyar irodalom, a felvilágosodás- és a reformkor, valamint az 1848–49-es forradalom és szabadságharcot követő és a 20. század derekáig tartó egy évszázad irodalmát. 1997 óta előtérbe került a medievisztikai kutatások eredményeinek közzététele, különös tekintettel arra, hogy külön medievisztikai szakfolyóirat nem jelenik meg Magyarországon.

## Állományadatok[2]
1.1891:1-4–28.1918:1-4; 29/31.1919/1921:(1); 32.1922:(1); 33.1923:1-4–47.1937:1-4; 49.1939:1-4–53.1943:1-4; 54/55.1944/1945:1-2; 56.1948:1-2; 57.1953:1-4–63.1959:1-4; 64.1960:1-6–107.2003:1-6; 108.2004:1-4,5/6; 109.2005:1-6; 110.2006:1-6; 111.2007:1-6; 112. 2008:1-6.; 113. 2009:1-6.

## Főszerkesztők
- Ballagi Aladár (1891–1892)
- Szilády Áron (1893–1913)
- Császár Elemér (1914–1939)
- Kéky Lajos (1940–1946)[3]
- Eckhardt Sándor (1948)
- Tolnai Gábor[4] (1953–1957)
- Tolnai Gábor, Sőtér István, Klaniczay Tibor (1958)
- Klaniczay Tibor (1959–1967; 1976–1980)
- Szauder József (1968–1975)[5]
- Bíró Ferenc (1981–1985)
- Komlovszki Tibor (1986–1992; 1994–1996)
- Kőszeghy Péter (1993–1994)
- Szörényi László (1996–2012)
- Kecskeméti Gábor (2013–)